# بلیژودلی
بلیژودلی (به چکی: Blíževedly) یک منطقهٔ مسکونی در جمهوری چک است که در ناحیه تشسکا لیپا واقع شده‌است.